# Jean Ursin
Jean Ursin, né le 29 septembre 1919 et mort le 16 février 2014, est médecin-colonel (er) dans l'armée française. Franc-maçon, historien et spécialiste des cultures orientales, il s'est également intéressé à l'œuvre de René Guénon. Ses recherches ont porté sur le Rite écossais rectifié et son ésotérisme.

## Publications
- Création et histoire du Rite écossais rectifié, Paris, Dervy, 1993.
- Instructions à l'usage des apprentis au rite écossais rectifié, Paris, Éditions Dervy, 1995.
- Instructions à l'usage des Compagnons au rite écossais rectifié, Paris, Éditions Dervy, 1995.
- Instructions à l'usage des Maîtres au rite écossais rectifié, Paris, Éditions Dervy, 1995.
- Le maître écossais de Saint-André. Quatrième grade du Rite écossais rectifié, Groslay, Éditions Ivoire-clair, 2003.
- avec François Pfohl, Entretiens sous l'acacia, Groslay, Éditions Ivoire-clair, 2004.
- René Guénon. Essai d'approche d'un homme complexe, Groslay, Éditions Ivoire-clair, 2005.